# L'Annonciation de Fano

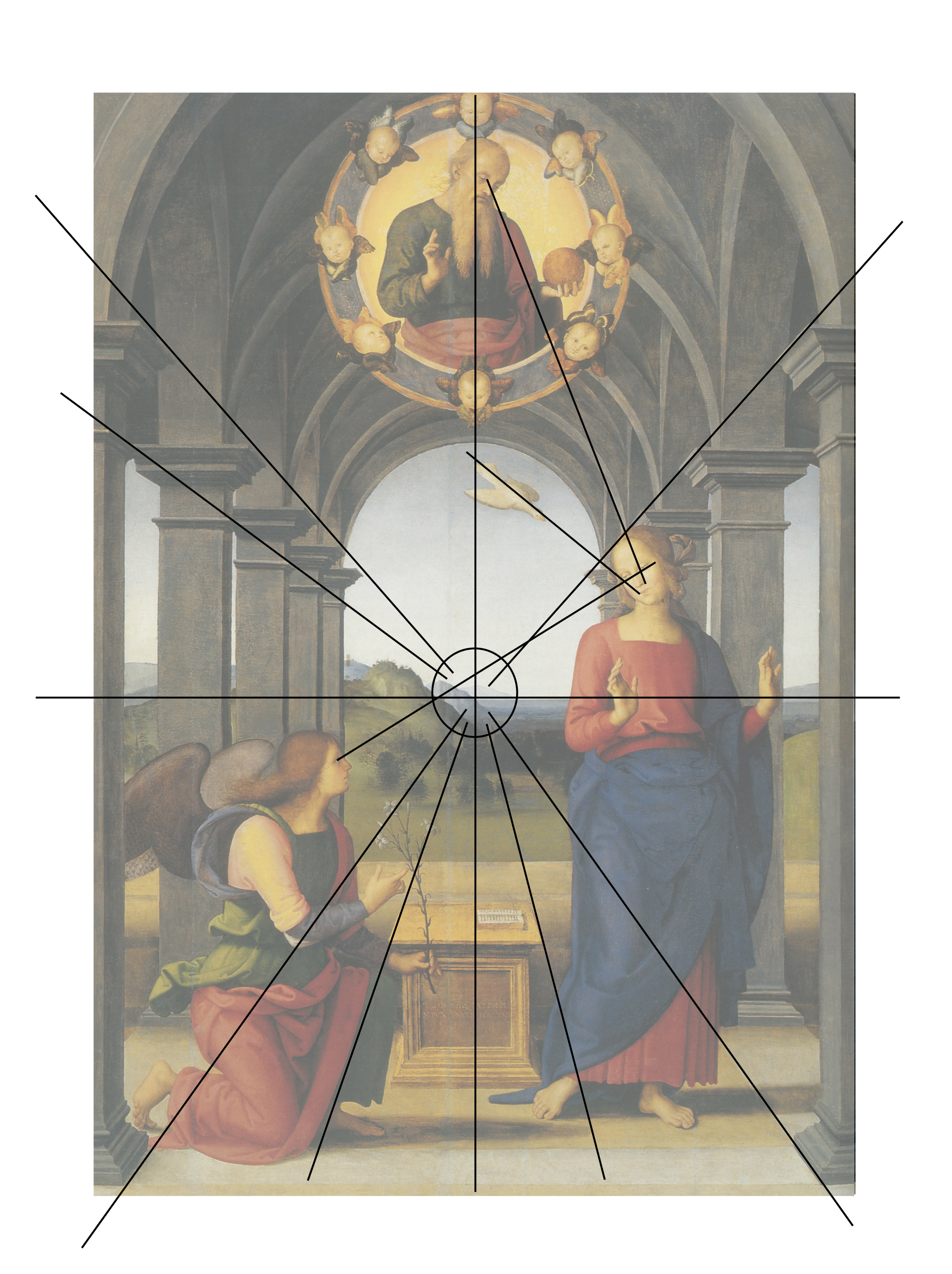
Analyse géométrique des lignes de forces.

L'Annonciation de Fano  (en italien : Annunciazione di Fano) est une peinture religieuse du Pérugin, datant de 1488 - 1490, qui est située dans la Chiesa di Santa Maria Nuova, à Fano.

## Histoire
En 1488, Le Pérugin a reçu une commande pour l'église Santa Maria Nuova de Fano.
L'œuvre remporta un tel succès qu'une autre commande a été confiée au maître : le retable de Fano (1497).

## Thème
L'Annonciation faite à Marie par l'archange Gabriel, s'effectue dans un espace clos symbolisant l'Hortus conclusus (le « jardin clos » en  virginité de Marie).
Dans ce thème de l'iconographie chrétienne, la Vierge est surprise dans sa lecture, elle tient donc un livre ou celui-ci est posé non loin ;  la présence du Saint-Esprit, de Dieu émergeant des cieux, témoin et acteur de la venue du Sauveur, sont des éléments également incontournables.

## Description
Éclairés par la gauche, les acteurs de l'Annonciation, la Vierge à droite et  l'archange à gauche, sont placés dans un plan central de face, un peu en retrait des premières colonnes  de la galerie ouverte qui les protège : cette galerie se prolonge dans une perspective à point de fuite  central, avec cinq colonnes à chapiteau en saillie de chaque côté surmontées de voûtes à  arcs à plein cintre. Le haut des arcades est masqué par un tondo de Dieu le père entouré d'un cercle de têtes de chérubins et de séraphins.
L'archange, sur le côté gauche, ailes encore ouvertes et habits flottants, porte le genou droit en terre, tenant un lys blanc de la  main gauche, qu'il montre de l'index droit ; la Vierge, debout, à droite, fait face au spectateur en léger contrapposto et tourne la tête et le regard vers l'ange ; entre eux deux, un coffre porte un livre ouvert, sa face avant comporte une inscription.
L'arrière-plan, dégagé par les ouvertures entre les colonnes, donne au fond et un peu sur les côtés, sur un paysage dont les collines lisses sont parsemées d'arbrisseaux, où se profilent deux  clochers. Il se perd au loin vers  des montagnes bleutées dans le point de fuite exact de la perspective très construite de la galerie.
Dans le haut cintré de la surface bleutée, légèrement dégradée de ce ciel dégagé par les colonnes du fond et l'horizon, et sous le nimbe de Dieu le Père, la colombe du Saint Esprit aligne son profil vers la tête de la Vierge.
L´ange tient dans sa main une fleur de lys symbole de l Annonciation.

## Analyse
La scène est représentée selon un schéma serein et plaisant, celui des personnages et du paysage, en contraste avec l'ordonnancement strict  des règles de la perspective symétrique  de l'architecture, fréquemment représentée dans les productions du Pérugin : on retrouve cette particularité dans le Polyptyque Albani Torlonia, L'Apparition de la Vierge à saint Bernard et dans la Pietà.
L'atmosphère de la scène est calme et sereine. Les sentiments sont à peine suggérés, les couleurs sont vives mais délicates se fondant les uns dans les autres, créant de la sorte un effet de volume qui s'amplifie dans l'espace suggéré par les perspectives géométrique et aérienne du paysage.

## Sources
- (it) Cet article est partiellement ou en totalité issu de l’article de Wikipédia en italien intitulé « Annunciazione di Fano » (voir la liste des auteurs).